# Кадиру, Питер
Питер Кадиру (нем. Peter Kadiru, род. 24 июня 1997, Гамбург, Германия) — немецкий боксёр-профессионал с ганскими корнями, выступающий в тяжёлой весовой категории. Чемпион Юношеских Олимпийских игр (2014), серебряный призёр чемпионата мира среди молодежи (2014), чемпион национального чемпионата Германии (2017) в любителях. Среди профессионалов действующий чемпион Германии по версии BDB (2020—2024) и бывший чемпион мира среди молодёжи по версии WBC Youth (2020—2022) в тяжелом весе. Действующий Интерконтинентальный чемпиона IBF (2024—н.в)
Лучшая позиция по рейтингу BoxRec — 57-я (февраль 2021) и является 4-м среди немецких боксёров тяжёлой весовой категории  — входя в ТОП-60 лучших тяжёловесов всей планеты.

## Биография
Родился 24 июня 1997 года в Гамбурге, в Германии. Его родители родом из Западно-Африканской республики Гана.

## Любительская карьера
В мае 2013 года он выиграл 41-й немецкий юношеский чемпионат в Бад-Бланкенбурге тремя досрочными победами против Оле Мерера, Георга Геринга и Антона Томича и оставался в общей сложности всего около семи минут на ринге.
В сентябре того же года завоевал серебряную медаль на юниорском чемпионате мира (U-16) в Киеве, где после победы над Ангелом Ангеловым из Болгарии он потерпел поражение во втором поединке против белорусского боксёра Максима Козлова.
В апреле 2014 года на 4-м чемпионате мира по боксу среди молодежи в Софии (Болгария) завоевал серебряную медаль: после побед над Шохрухбеком Эркиновым из Узбекистана, Эвандерсом Сервутсом из Литвы и Маратом Керимхановым из России, он проиграл только в финале американцу Дармани Року.
В августе 2014 года стал Олимпийским чемпионом участвуя во 2-х летних Юношеских Олимпийских играх в Нанкине (Китай). Тогда в полуфинале он техническим нокаутом победил бывшего европейского кадетского чемпиона Махаммадали Тахирова из Азербайджана, а в финал по очкам (3:0) победил американца Дармани Рока.
В октябре 2014 года Питер также стал чемпионом на чемпионате Европы среди молодежи в Загребе, победив там литовца Эвандерса Сервутса (3:0), британца Даниеля Дюбуа (2:1), Мухамедали Таирова из Азербайджана (3:0) и россиянина Марата Керимханова (3:0).
В 2015 году стал чемпионом в супертяжёлом весе на Германском молодёжном чемпионате в Гамбурге. Там он в финале досрочно победил Леона Гаванаса. В октябре того же 2015 года он выиграл Турнир Ахмета Кёмерта в Стамбуле. Тогда в четвертьфинале он досрочно победил Шейна Льюиса из Уэльса, в полуфинале досрочно победил Георгия Зурабиани из Грузии, а в финале его турецкий оппонент Седат Йылдыз не вышел на бой, сделав Кадиру победителем.
В ноябре 2015 года последовало повторное завоевание чемпионства на чемпионате Европы среди молодежи в Колобжеге (Польша). Там Кадиру победил боснийца Дашо Симеуновича (3:0), литовца Дейвидаса Сернаса (3:0), поляка Камиля Мрочковского (3:0) и россиянина Валерия Топузяна (3:0).
Пропустил все турниры 2016 года из-за травмы правой руки. А в марте 2017 года стал победителем молодёжного чемпионата Европы (U-22) в Брэила (Румыния), победив там Виталия Покуляка из Украины, Джамили-Дини Абуду из Франции и в финале Александара Мраовича из Австрии.
В июне 2017 года, на взрослом чемпионате Европы 2017 года в Харькове (Украина) Кадиру выступил неудачно, в первом туре победив (5:0) шотландца Митчелла Бартона, но затем в 1/8 финала потерпев поражение по очкам (счёт: 1:4) от опытного датчанина Кема Юнгквиста — который в свою очередь, в четвертьфинале проиграл англичанину Фрейзеру Кларку (завоевавшему в итоге серебро чемпионата). Но зато в декабре 2017 года Кадиру стал победителем в супертяжелом весе на национальном Германском чемпионате, победив там Владимира Троскина (5:0) и Александра Мюллера фом Берге (5:0).
В 2018 году прибавил в копилку своих наград третье золото национального турнира Германии.

## Профессиональная карьера
В ноябре 2018 года стало известно, что Питер Кадиру заключил контракт с недавно сформированной в Германии промоутерской компанией B+M Sport Management, руку к созданию которой приложил соратник братьев Кличко Бернд Бёнте. Также он заключил долгосрочный сопромоутерский контракт с компанией Top Rank.
Тренируется он под руководством Кристиана Моралеса. В апреле 2017 года Кадиру был спарринг-партнёром экс-чемпиона мира Владимира Кличко, при его подготовке к бою «Энтони Джошуа — Владимир Кличко», а затем многократно был спарринг-партнёром у самого Энтони Джошуа и других известных боксёров, приобретая бесценный опыт и продолжая повышать свой уровень бокса.

### 2019 год
2 марта 2019 года состоялся его профессиональный дебют, когда он победил единогласным решением судей (счёт: 60-54 — трижды) поляка Артура Кубяка (1-0). За 2019 года провел 6 боев и во всех одержал победы: 4 поединка закончились по очкам, а 2 боя завершились досрочно.

### 2020 год
18 января 2020 года в Гамбурге (Германия) досрочно техническим нокаутом в 6-м раунде победил чеха Томаса Салека (11-1), и завоевал вакантный титул чемпиона мира среди молодёжи по версии WBC Youth в тяжелом весе.
18 июля 2020 года в Магдебурге (Германия) победил Ойгена Бухмюллера (16-5, 13 КО). Соперник отказался от продолжения боя после 3 раунда. RTD3
22 августа 2020 года в Магдебурге победил нокаутом во втором раунде известного опытного джорнимэна Мухаммеда Али Дурмаза (29-28-0).
10 октября 2020 года в Магдебурге (Германия) единогласным решением судей (счёт: 99-91, 98-92, 97-93) победил небитого соотечественника Романа Горста (6-0), и завоевал титул чемпиона Германии по версии BDB (1-я защита Горста) в тяжелом весе.

### 2021 год
17 июля 2021 года в Германии победил возрастного джорнимэна из Боснии Аднана Редзовича (21-5). Нокаут был зафиксирован во втором раунде на 1:33
9 октября 2021 года победил немца Бориса Эстенфельдера (11-2-1). Бой продлился все 10 раундов по итогу которых судьи выставили счет: 99-91, 100-90, 98-92.

### 2022 год
5 марта 2022 года в Брно (Чехия) в сложном поединке победил по очкам (счёт: 58-56, 58-56, 59-55) местного начинающего бойца Лукаса Файка (2-0)
18 июня 20222 году в Ростоке (Германия) победил возрастного Тайфун Курта (2-0). Соперник не вышел на 4 раунд. 
5 ноября 2022 году в Гамбурге (Германия) потерпел неожиданное поражение нокаутом в 1 раунде от аргентинского джорнимэна Маркоса Антонио Аумаду (23-11)

### 2023 год
1 апреля 2023 года на O2 Arena (Лондон) в андеркарде боя Энтони Джошуа - Джермейна Франклина победил Алена Лауриолле (6-1). Соперник не вышел на второй раунд. RTD 1
24 июня 2023 года в Ростоке (Германия) нокаутировал во втором раунде 36-летнего француза Яссина Хедима (10-2-1)
28 октября 2023 года в Мюнхене (Германия) победил по очкам (счёт: 80-71, 80-72, 80-72) польского джорнимэна Якуба Сосински (8-3-1, 3 КО).

### 2024 года
16 марта 2024 года в Штральзунде (Германия) провел бой с известным аргентинским тяжеловесом, бывшим чемпионом мира в крузервейте 39-летним Виктором Эмилио Рамиресом (30-4-1, 24 КО). На кону боя стоял титул Интерконтинентального чемпиона по версии IBF. После 8-го раунда аргентинец отказался от продолжения боя ввиду травмы.

## Статистика профессиональных боёв
В таблице перечислены результаты всех поединков боксёров.
В каждой строке указан результат поединка. Дополнительно номер поединка обозначен цветом, который обозначает итог поединка. Расшифровка обозначений и цветов представлена в нижеследующей таблице.
| Пример | Расшифровка                     |
| ------ | ------------------------------- |
|        | Победа                          |
|        | Ничья                           |
|        | Поражение                       |
|        | Планируемый поединок            |
|        | Поединок признан несостоявшимся |
| КО     | Нокаут                          |
| ТКО    | Технический нокаут              |
| PTS    | Решение судей (по очкам)        |
| UD     | Единогласное решение судей      |
| MD     | Решение большинства судей       |
| SD     | Раздельное решение судей        |
| RTD    | Отказ от продолжения боя        |
| DQ     | Дисквалификация                 |
| NC     | Поединок признан несостоявшимся |

| 19 поединков, 18 побед (10 нокаутом), 1 поражение. | 19 поединков, 18 побед (10 нокаутом), 1 поражение. | 19 поединков, 18 побед (10 нокаутом), 1 поражение. | 19 поединков, 18 побед (10 нокаутом), 1 поражение. | 19 поединков, 18 побед (10 нокаутом), 1 поражение.                  | 19 поединков, 18 побед (10 нокаутом), 1 поражение. | 19 поединков, 18 побед (10 нокаутом), 1 поражение.                                                            |
| Бой                                                | Рекорд                                             | Дата боя                                           | Соперник                                           | Место проведения боя                                                | Раундов, время                                     | Дополнительно                                                                                                 |
| -------------------------------------------------- | -------------------------------------------------- | -------------------------------------------------- | -------------------------------------------------- | ------------------------------------------------------------------- | -------------------------------------------------- | --- |
| 17                                                 | 16-1                                               | 24 июня 2023                                       | Яссин Хедим (10-2-1)                               | Stadthalle, Росток, Мекленбург-Передняя Померания, Германия         | TKO 2 (8), 1:47                                    | |
| 16                                                 | 15-1                                               | 1 апреля 2023                                      | Ален Лориоль (6-1)                                 | O2 Арена, Лондон, Великобритания                                    | RTD 1 (6), 3:00                                    | |
| 15                                                 | 14-1                                               | 5 ноября 2022                                      | Маркос Антонио Аумада (23-11)                      | Porsche Zentrum, Гамбург, Германия                                  | KO 1 (8), 0:56                                     | |
| 14                                                 | 14-0                                               | 18 июня 2022                                       | Тайфун Курт (2-0)                                  | Stadthalle, Росток, Мекленбург-Передняя Померания, Германия         | RTD 3 (8), 3:00                                    | |
| 13                                                 | 13-0                                               | 5 марта 2022                                       | Лукас Файк (2-0)                                   | Sono, Брно, Чехия                                                   | UD 6 (6)                                           | Счёт: 59-55, 58-56 (дважды).                                                                                  |
| 12                                                 | 12-0                                               | 9 октября 2021                                     | Борис Эстенфельдер (11-2-1)                        | GETEC Arena, Магдебург, Саксония-Анхальт, Германия                  | UD 10 (10)                                         | Счёт: 100-90, 99-91, 98-92. Защитил титул чемпиона Германии по версии BDB (1-я защита Кадиру) в тяжелом весе. |
| 11                                                 | 11-0                                               | 17 июля 2021                                       | Аднан Редзович (21-5)                              | Плавучая сцена в Elbauenpark, Магдебург, Саксония-Анхальт, Германия | TKO 2 (8), 1:33                                    | |
| 10                                                 | 10-0                                               | 10 октября 2020                                    | Роман Горст (6-0)                                  | GETEC Arena, Магдебург, Саксония-Анхальт, Германия                  | UD 10 (10)                                         | Счёт: 99-91, 98-92, 97-93. Завоевал титул чемпиона Германии по версии BDB (1-я защита Горста) в тяжелом весе. |
| 9                                                  | 9-0                                                | 22 августа 2020                                    | Мухаммед Али Дурмаз (29-28)                        | Плавучая сцена в Elbauenpark, Магдебург, Саксония-Анхальт, Германия | KO 2 (8), 1:25                                     | |
| 8                                                  | 8-0                                                | 18 июля 2020                                       | Ойген Бухмюллер (16-5)                             | Плавучая сцена в Elbauenpark, Магдебург, Саксония-Анхальт, Германия | RTD 3 (8), 3:00                                    | |
| 7                                                  | 7-0                                                | 18 января 2020                                     | Томас Салек (11-1)                                 | Edel-optics.de Arena, Гамбург, Германия                             | TKO 6 (8), 2:20                                    | Завоевал вакантный титул чемпиона мира среди молодёжи по версии WBC Youth в тяжелом весе.                     |
| 6                                                  | 6-0                                                | 16 ноября 2019                                     | Педро Мартинес (11-2)                              | Halle Messe Arena, Галле, Саксония-Анхальт, Германия                | RTD 4 (6), 3:00                                    | |
| 5                                                  | 5-0                                                | 28 сентября 2019                                   | Андрей Мазаник (13-8)                              | Stadthalle, Магдебург, Саксония-Анхальт, Германия                   | UD 6 (6)                                           | Счёт: 60-54 (трижды).                                                                                         |
| 4                                                  | 4-0                                                | 15 июня 2019                                       | Хуан Торрес (3-1-1)                                | MGM Grand, Лас-Вегас, Невада, США                                   | UD 4 (4)                                           | Счёт: 40-36 (трижды).                                                                                         |
| 3                                                  | 3-0                                                | 11 мая 2019                                        | Паоло Яннуччи (4-3)                                | Stadthalle, Магдебург, Саксония-Анхальт, Германия                   | UD 6 (6)                                           | Счёт: 60-54 (трижды).                                                                                         |
| 2                                                  | 2-0                                                | 13 апреля 2019                                     | Винченцо Феббо (3-0)                               | Erdgas Arena, Галле, Саксония-Анхальт, Германия                     | KO 4 (6), 0:52                                     | |
| 1                                                  | 1-0                                                | 2 марта 2019                                       | Артур Кубяк (1-0)                                  | Maritim Hotel, Магдебург, Саксония-Анхальт, Германия                | UD 6 (6)                                           | Счёт: 60-54 (трижды). Дебют в профессиональном боксе.                                                         |